# 6687 Lahulla
6687 Lahulla este un asteroid din centura principală de asteroizi.

## Descriere
6687 Lahulla este un asteroid din centura principală de asteroizi. A fost descoperit pe 16 martie 1980 la Observatorul La Silla de Claes-Ingvar Lagerkvist. El prezintă o orbită caracterizată de o semiaxă mare de 2,26 ua, o excentricitate de 0,02 și o înclinație de 0,5° în raport cu ecliptica.